# Mike Paterson
Michael S. Paterson, comúnmente conocido como Mike Paterson, es un informático teórico británico, director del Centre for Discrete Mathematics and its Applications (Centro de Matemáticas Discretas y sus Aplicaciones) en el Departamento de Ciencias de Computación de la Universidad de Warwick, y que estuvo además a cargo de este departamento en 2005.
Recibió su doctorado en la Universidad de Cambridge en 1967, bajo la supervisión de David Park, y estuvo tres años en el MIT antes de trasladarse a Warwick, en 1971.
Paterson posee más de 100 publicaciones, especialmente sobre el diseño y análisis de algoritmos y complejidad computacional. La distinguida carrera de Paterson fue reconocida con el premio EATCS Award en 2006 y se realizó una conferencia por su cumpleaños número 66 el año 2008, que incluyó el apoyo de muchos galardonados con el Premio Turing y el Premio Gödel. Por su trabajo en computación distribuida, junto con Michael J. Fischer y Nancy Lynch, recibió el Premio Dijkstra en 2001, y su trabajo con Dyer y Goldberg en enumeración de homomorfismos de grafos recibió el premio al mejor artículo científico en la conferencia ICALP de 2006.
Paterson es miembro honorífico de la Royal Society desde 2001, y ha sido presidente de la European Association for Theoretical Computer Science (EATCS). Según el presidente de la EATCS, Maurice Nivat, Paterson jugó un importante papel a fines de la década de los 60's en el reconocimiento de las ciencias de la computación como ciencia, y como un «área muy cercana a las matemáticas, pero distinta en su motivación e inspiración, que se constituye como un campo de investigación desafiante y fructífero».
Paterson, además, es un entusiasta montañista.